# كارلوس فرنانديز لونا
كارلوس فرنانديز لونا (بالإسبانية: Carlos Fernández Luna)‏ (22 مايو 1996 بإشبيلية في إسبانيا - ) هو لاعب كرة قدم إسباني في مركز الهجوم. شارك مع منتخب إسبانيا تحت 16 سنة لكرة القدم ومنتخب إسبانيا تحت 19 سنة لكرة القدم. أما مع النوادي، فقد لعب مع إشبيلية أتلتيكو وديبورتيفو لاكورونيا ونادي إشبيلية.

## وصلات خارجية
- كارلوس فرنانديز لونا على موقع الاتحاد الأوربي (الإنجليزية)
- كارلوس فرنانديز لونا على موقع إي إس بي إن إف سي (الإنجليزية)
- كارلوس فرنانديز لونا على موقع قاعدة بيانات كرة القدم.إي يو (الإنجليزية)
- كارلوس فرنانديز لونا على موقع ليكيب (الفرنسية)
- كارلوس فرنانديز لونا على موقع Soccerbase.com (لاعب) (الإنجليزية)
- كارلوس فرنانديز لونا على موقع Soccerway.com (الإنجليزية)
- كارلوس فرنانديز لونا على موقع عالم كرة القدم.نت (الإنجليزية)
- كارلوس فرنانديز لونا على موقع AS.com (الإسبانية)